# Draft de la NBA G League de 2018
El Draft de la NBA G League de 2018 se celebró el día 20 de octubre de 2018. Constó de cuatro rondas.

## Selecciones del draft
| PG | Base | SG | Escolta | SF | Alero | PF | Ala Pívot | C | Pívot |

| ^ | Denota jugador que ha sido seleccionado para un NBA Development League All-Star Game(s)                                         |
| * | Denota jugador que ha sido seleccionado para un NBA Development League All-Star Game(s) y también elegido en el Draft de la NBA |
| † | Denota jugador elegido también en el Draft de la NBA                                                                            |

### Primera ronda
| Pick | Jugador           | Pos. | Nacionalidad   | Equipo                                          | Universidad / Club       |
| ---- | ----------------- | ---- | -------------- | ----------------------------------------------- | ------------------------ |
| 1    | Willie Reed^      | C    | Estados Unidos | Salt Lake City Stars                            | Saint Louis              |
| 2    | Chinanu Onuaku†   | C    | Estados Unidos | Greensboro Swarm                                | Louisville               |
| 3    | Tyler Nelson      | G    | Estados Unidos | Greensboro Swarm (vía Delaware)                 | Fairfield                |
| 4    | Alen Smailagić†   | PF   | Serbia         | South Bay Lakers (vía Maine)                    | Serbia                   |
| 5    | Terrell Miller    | F    | Estados Unidos | Erie BayHawks (vía Wisconsin)                   | Murray State             |
| 6    | Aaron Epps        | F    | Estados Unidos | Northern Arizona Suns (vía Memphis)             | LSU                      |
| 7    | Darel Poirier     | C    | Francia        | Canton Charge                                   | Francia                  |
| 8    | Terry Maston      | F    | Estados Unidos | Stockton Kings (vía Agua Caliente)              | Baylor                   |
| 9    | Hakim Warrick†    | F/C  | Estados Unidos | Delaware Blue Coats (vía Northern Arizona)      | Syracuse                 |
| 10   | Jordan Howard     | G    | Estados Unidos | Santa Cruz Warriors                             | Central Arkansas         |
| 11   | Daxter Miles Jr.  | G    | Estados Unidos | Iowa Wolves                                     | West Virginia            |
| 12   | Joe Kilgore       | G    | Estados Unidos | Windy City Bulls                                | Texas A&M–Corpus Christi |
| 13   | Jovan Mooring     | G    | Estados Unidos | Grand Rapids Drive (vía Sioux Falls)            | UNLV                     |
| 14   | Durand Scott      | G    | Jamaica        | Long Island Nets                                | Miami (FL)               |
| 15   | Noah Allen        | G    | Estados Unidos | Capital City Go-Go                              | Hawaii                   |
| 16   | Roddy Peters      | G    | Estados Unidos | Northern Arizona Suns (vía Lakeland)            | Nicholls State           |
| 17   | Kentrell Barkley  | G    | Estados Unidos | Santa Cruz Warriors (vía South Bay)             | East Carolina            |
| 18   | Jemerrio Jones    | F    | Estados Unidos | Santa Cruz Warriors (vía Erie)                  | New Mexico State         |
| 19   | Micah Seaborn     | G    | Estados Unidos | Grand Rapids Drive (vía Oklahoma City)          | Monmouth                 |
| 20   | Manu Lecomte      | G    | Bélgica        | Agua Caliente Clippers (vía Texas)              | Baylor                   |
| 21   | Sanjay Lumpkin    | G    | Estados Unidos | Erie BayHawks (vía Grand Rapids)                | Northwestern             |
| 22   | Jabari Craig      | F    | Canadá         | Long Island Nets (vía Rio Grande Valley)        | East Carolina            |
| 23   | Marcus Marshall   | G    | Estados Unidos | Delaware Blue Coats (vía Stockton)              | Nevada                   |
| 24   | QJ Peterson       | G    | Estados Unidos | Lakeland Magic (vía Fort Wayne y Agua Caliente) | VMI                      |
| 25   | Leron Black       | F    | Estados Unidos | Raptors 905                                     | Illinois                 |
| 26   | Connor Burchfield | G    | Estados Unidos | Austin Spurs                                    | William & Mary           |
| 27   | Chris Wray        | F    | Estados Unidos | Westchester Knicks                              | Mount St. Mary's         |

### Jugadores destacados de otras rondas
| Ronda | Pick | Jugador         | Pos. | Nacionalidad   | Equipo                                 | Universidad / Club |
| ----- | ---- | --------------- | ---- | -------------- | -------------------------------------- | ------------------ |
| 2     | 30   | Rob Gray        | G    | Estados Unidos | Fort Wayne Mad Ants (vía Delaware)     | Houston            |
| 2     | 37   | ShawnDre' Jones | G    | Estados Unidos | Canton Charge                          | Richmond           |
| 2     | 48   | Jaleel Cousins  | C    | Estados Unidos | Rio Grande Valley Vipers               | South Florida      |
| 2     | 49   | LaQuinton Ross  | F/G  | Estados Unidos | Northern Arizona Suns (vía Fort Wayne) | Ohio State         |
| 4     | 69   | Michael Qualls  | G    | Estados Unidos | Wisconsin Herd                         | Arkansas           |
| 4     | 74   | DeJuan Blair†   | F/C  | Estados Unidos | Austin Spurs                           | Pittsburgh         |